# Stenocorus vittiger
Stenocorus vittiger là một loài bọ cánh cứng trong họ Cerambycidae.